# Hebburn
Hebburn är en ort i distriktet South Tyneside, Storbritannien. Den ligger i grevskapet Tyne and Wear och riksdelen England, i den centrala delen av landet, 400 km norr om huvudstaden London. Hebburn ligger 38 meter över havet och antalet invånare är 18 808.